# فرنك بايفا
فرنك بايفا (بالبرتغالية: Franc Paiva‏) هو لاعب كرة قدم برازيلي، ولد في 22 أغسطس 1992.